# Coliseo de Oporto
El Coliseo de Oporto (en portugués: Coliseu do Porto Ageas) es un teatro y sala de conciertos portugués situado en el municipio de Oporto, en el norte de Portugal, con capacidad para 4000 espectadores de pie. Sede destacada de eventos musicales y culturales en Oporto, junto con el Cine Batalha, el Coliseu es un ejemplo de los estilos Streamline Moderne y Art Déco portugueses en la ciudad de Oporto.

## Historia

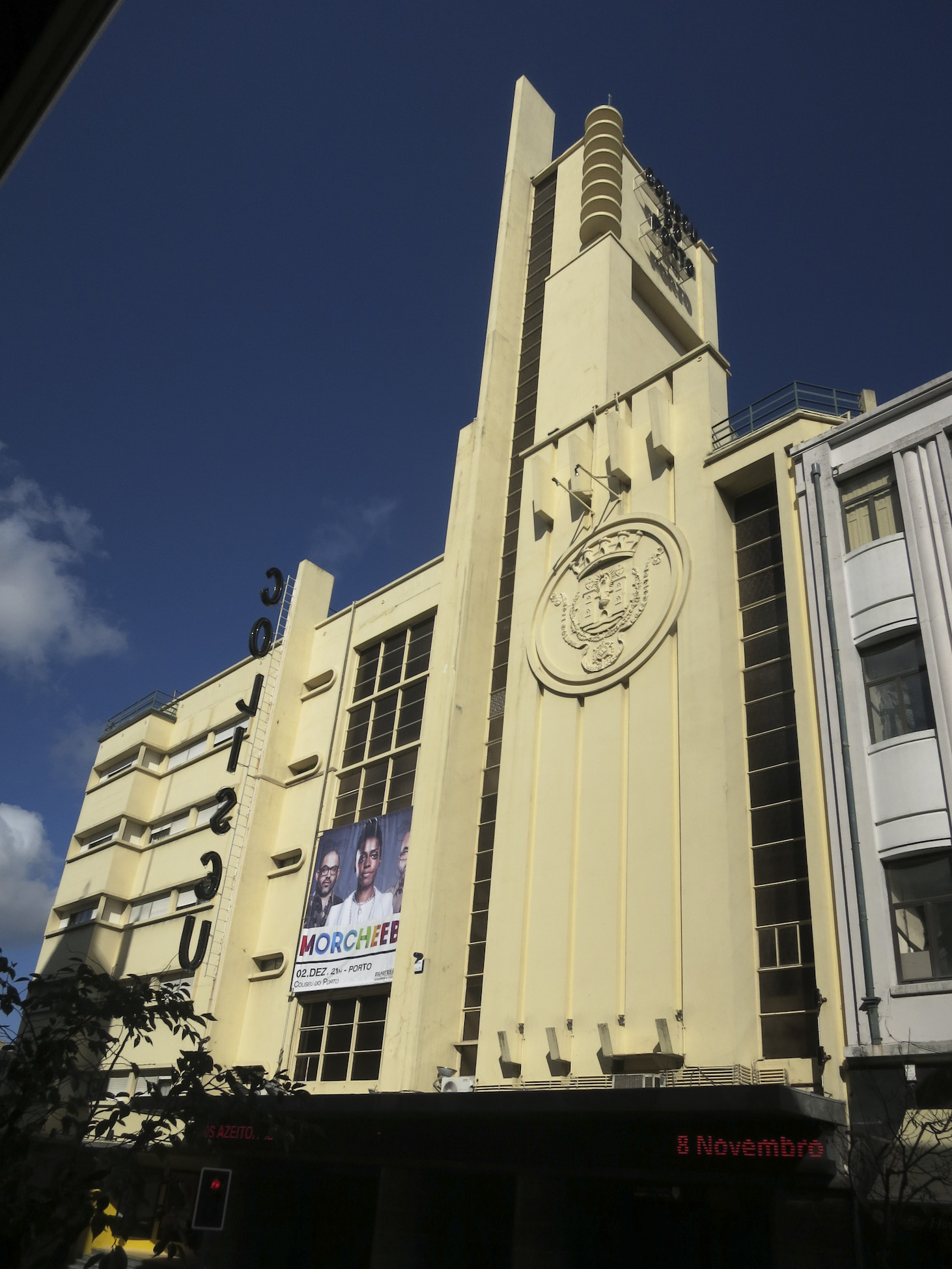
La fachada frontal y la torre del Coliseo

El 17 de marzo de 1908 se inauguró el Salón-Jardín Passos Manuel. El arquitecto Mário de Abreu diseñó el interior e hizo modificaciones en el vestíbulo principal, la escalera y la fachada de la torre, que se cubrió de ventanas, y retiró el neón original verde, rojo y blanco que acompañaba a la estructura original en el momento de su inauguración. El Salón-Jardín Passos Manuel fue el primer salón público local de la ciudad y "fue el punto de encuentro de la sociedad portuense, un local elegante, con decoraciones sofisticadas, con amplios jardines y fuentes luminosas que proporcionaban todo tipo de entretenimiento. Tenía capacidad para 700 personas.
En 1911 se renovó el pabellón, que incluyó un jardín y una explanada, una sala de fiestas, un pabellón restaurante, un vestíbulo y un pequeño teatro.

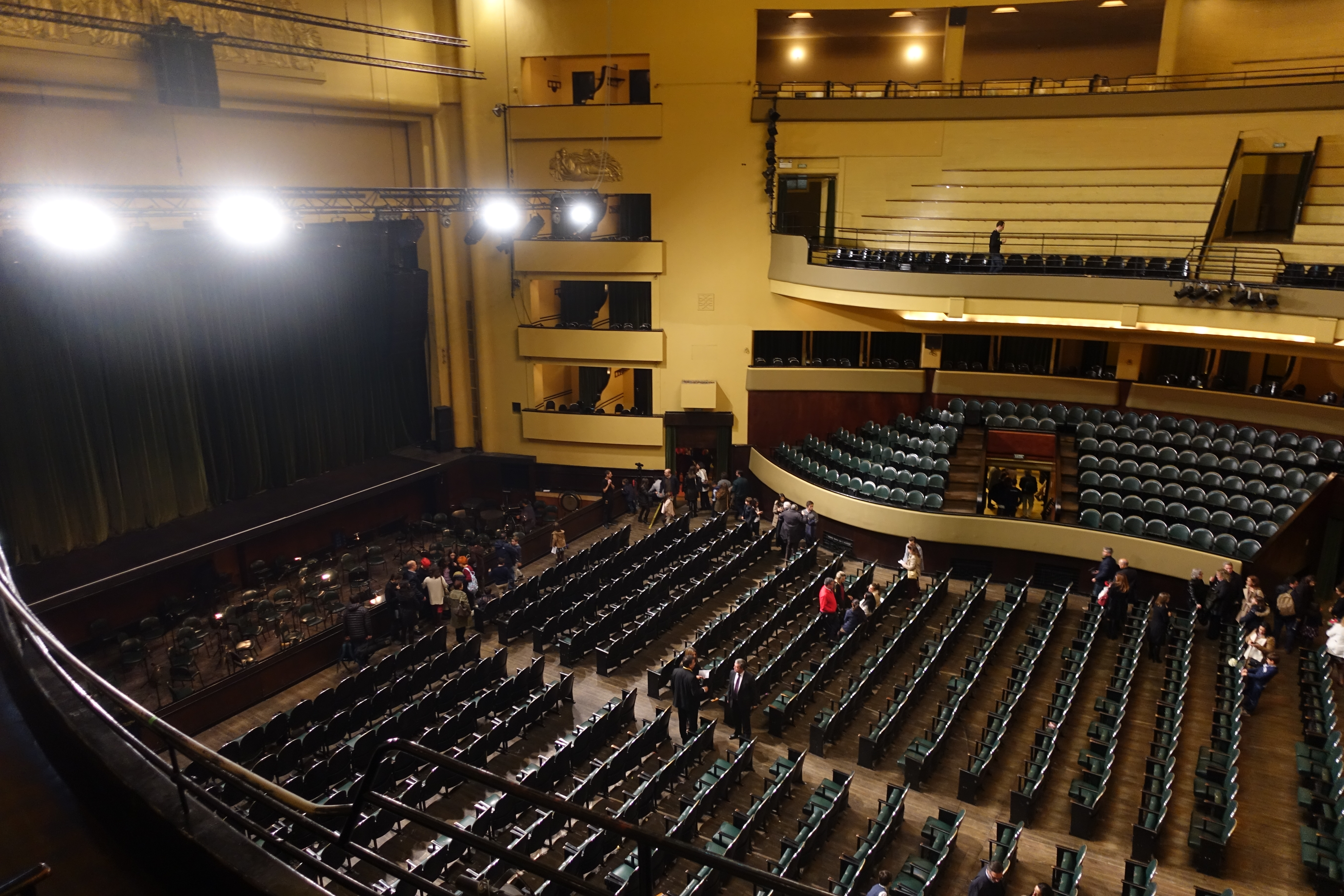
Sala principal

Sin embargo, en 1937 ya había quejas de que la demanda superaba la capacidad del complejo, y se iniciaron los primeros planes para construir un gran salón de actos moderno, obra del arquitecto José Porto. En 1938, el Salón-Jardín Passos Manuel fue cerrado y demolido. Al año siguiente, Cassiano Branco asumió el cargo de arquitecto principal del nuevo proyecto, con la ayuda de Júlio de Brito. La construcción del coliseo fue una empresa problemática, que puso en peligro las carreras de varios arquitectos, entre ellos José Porto (que abandonó el proyecto), el arquitecto holandés Jan Wils (que realizó diseños para el teatro) y Júlio de Brito (cuyos proyectos fueron rechazados por la Comissão de Estática de Oporto). Sin embargo, como estaba vinculado a la Companhia de Seguros Garantia, propietaria del Salón-Jardín Passos Manuel (más tarde el Coliseu), Brito continuó su asociación con el proyecto. Charles Ciclis, autor de varios proyectos en teatros parisinos, también fue invitado por Cassiano Branco a trabajar en el proyecto del Coliseo. De sus diseños interiores, aparentemente solo los candelabros y las puertas se incluyeron en el diseño final, aunque Ciclis nunca fue remunerado. El edificio terminado se inauguró el 19 de diciembre de 1941.
Con la evolución de los gustos y la llegada del cine popular, la antigua sala de conciertos se transformó en 1971 en un cine/estudio.
En 1981, hubo una propuesta para clasificar el edificio, durante el II Congreso de la Asociación de Arquitectos Portugueses. Sin embargo, las primeras iniciativas fueron abiertas el 11 de diciembre de 1987, por el CIPF, apoyadas por el despacho del Vicepresidente del 18 de diciembre.
En 1995, la Empresa Artística SA/Grupo Aliança-UAP, vendió el coliseo a la IURD, la Iglesia Universal Brasileña del Reino de Dios (el 5 de octubre). Esta noticia impulsó un movimiento de indignación y revuelta sin precedentes por parte de los portuenses. Diversos artistas e instituciones, como el consejo municipal, el gobernador civil y el público, reaccionaron unánimemente contra el anunciado fin del coliseo. Este movimiento dio lugar a la creación de la Asociación "Amigos do Coliseu do Porto", que ayudó a detener su venta y a proteger el edificio. El 28 de septiembre de 1996, se otorgó una escritura pública para la compra del coliseo por parte del consejo municipal, que incluía el cine Passos Manuel, el Salón-Jardín, la sala del ático y una litografía por 680.000 contos. Durante un evento, se produjo un incendio en el coliseo que destruyó por completo el escenario, la sala principal y los camerinos. El edificio recuperado fue reabierto el 17 de diciembre de 1996.
El 10 de septiembre de 1998, el vicepresidente del IPPAR de la época volvió a confirmar la intención del IPPAR de 1987 de clasificar el edificio. Este proceso había avanzado poco, de modo que el 12 de septiembre de 2005, hubo una propuesta del DRPorto para clasificar el edificio como Imóvel de Interesse Público (Inmueble de Interés Público). Posteriormente se incluyó en una zona de protección especial mucho más amplia que incluía los edificios del departamento de obras públicas, la Capilla de Almas, el Café Majestic, la Iglesia de San Ildefonso y el Cine Batalha, que fue aprobada más tarde por el consejo consultivo del IGESPAR (12 de noviembre) y apoyada el 29 de septiembre de 2010 por el Consejo Nacional de Cultura. El secretario de Estado de Cultura ratificó su clasificación como Bien de Interés Público.
En septiembre de 2015, una tropa de ballet profesional se convirtió en la compañía residente del Coliseu, el Balleteatro.
Entre 1997 y 2001, se realizaron cambios sistemáticos en los interiores del edificio, que incluyeron la sustitución de los sistemas eléctricos, la construcción de nuevos aseos en todas las plantas, la sustitución de los sistemas de suministro de agua, seguridad y protección contra incendios, la reparación del tejado, la recuperación de los camerinos de cinco plantas y la elaboración de una nueva estética del edificio. Se modernizaron los equipos de iluminación móvil y escénica, se recuperó y mejoró la red de calefacción, se instaló un sistema de subtitulado electrónico (con traducción simultánea en dos idiomas) y una taquilla electrónica. El auditorio se reconstruyó por completo para mejorar la acústica y la visibilidad de los espectadores, y se construyó un almacén bajo el auditorio. Se instalaron un segundo foso de orquesta y una nueva pista de circo sobre una placa elevadora hidráulica de 13 metros (43 pies).
En julio de 2022, el Ayuntamiento de Oporto aprobó por unanimidad la concesión del Coliseo a empresas privadas.
En febrero de 2023, el músico y abogado Miguel Guedes asumió la presidencia del Coliseu Porto Ageas.

## Arquitectura

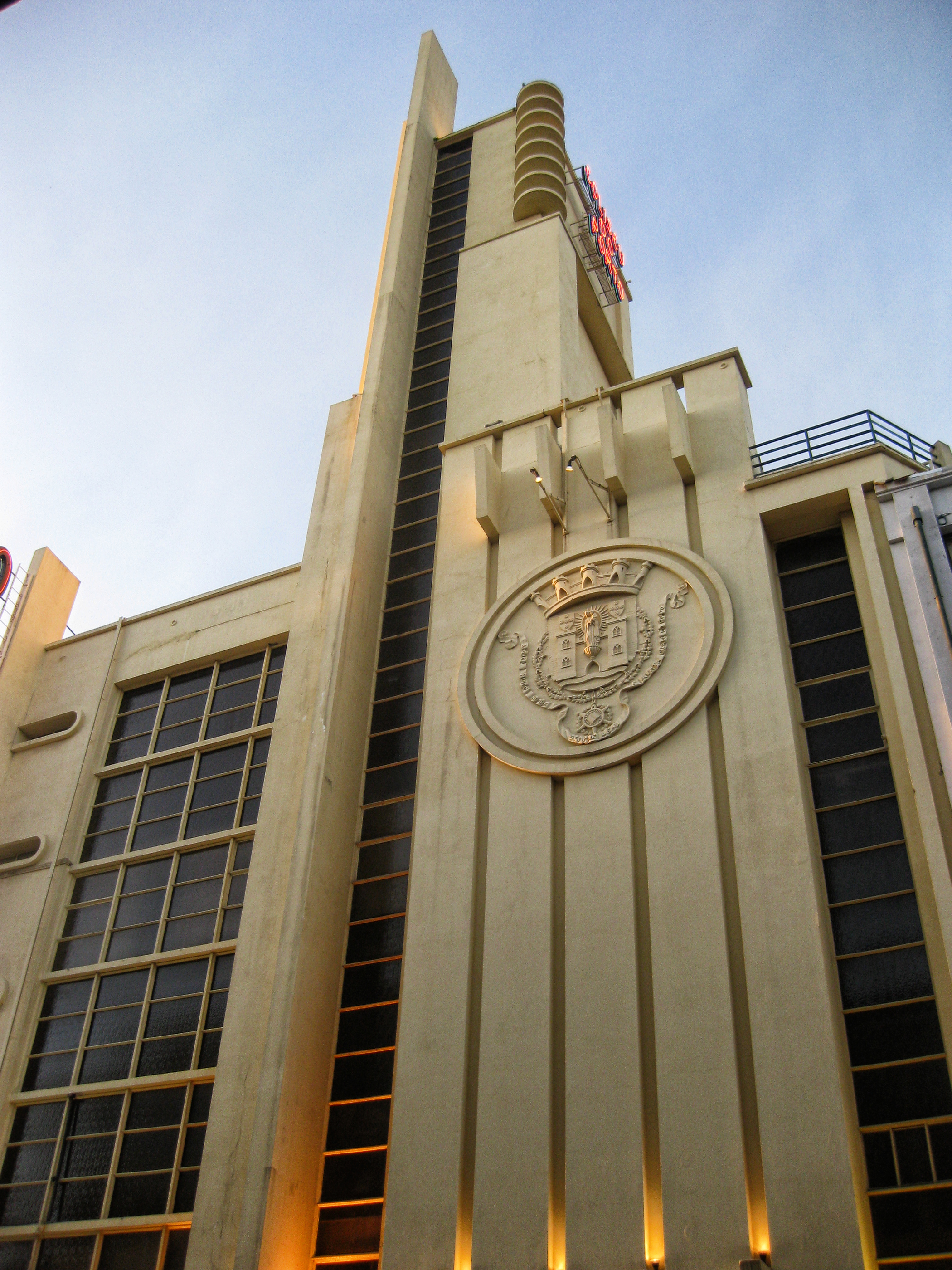
Detalle de la fachada

Situado en la ciudad de Oporto, está flanqueado por otros edificios, implantado en un terreno con una acentuada pendiente de este a oeste; está adosado al Cine Olímpia (al oeste) y a varios edificios residenciales/comerciales de cuatro plantas al oeste. Frente al coliseo hay un garaje modernista. El auditorio principal tiene una capacidad para un público de pie de 4000 personas y 3000 sentado, que incluye las plateas 1ª y 2ª, el círculo de gala, los palcos, el círculo superior, los reservados y la tribuna general. También está la sala Ático, más pequeña, con capacidad para 300 personas, adecuada para espectáculos más pequeños, conferencias y simposios.